# Zystenleber

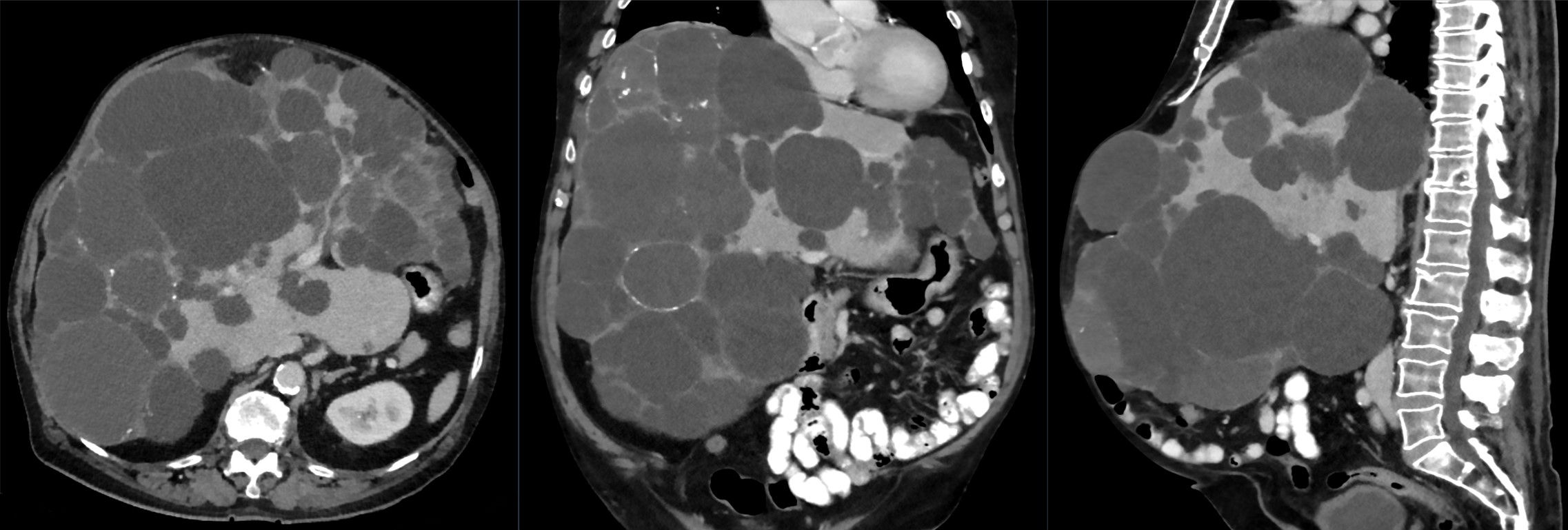
Zystenleber in der Computertomographie. Bei dem Patienten fanden sich allenfalls minimale, kleine Zysten in den Nieren und anderen Organen, so dass sich nicht das Bild einer autosomal-dominanten polyzystische Nierenerkrankung (ADPKD) ergab, sondern eher das einer (isolierten) polyzystischen Lebererkrankung (PCLD). Eine genetische Abklärung konnte jedoch nicht erfolgen.

Als Zystenleber, auch polyzystische Leber oder zystische Leberkrankheit genannt, bezeichnet man eine meist angeborene Fehlbildung der Leber, bei der dieses Organ mit einer Vielzahl von flüssigkeitsgefüllten Hohlräumen (Zysten) durchsetzt ist. Die Zystenleber wird zu den gutartigen (benignen) Tumoren gezählt.
Im Gegensatz zu der sehr häufig auftretenden Leberzyste, die meist ein harmloser Zufallsbefund der Leber mit einer Zyste darstellt, ist die Zystenleber eine relativ seltene ernsthafte Erkrankung.

## Ätiologie und Prävalenz
Die zystische Leberkrankheit kann sowohl genetische (autosomal-dominanter Erbgang) Ursachen haben als auch sporadisch auftreten. Die Prävalenz ist nicht genau bekannt. Von der Erkrankung sind meist Frauen ab dem vierzigsten Lebensjahr betroffen.
Die häufige Ursache für die zystische Leberkrankheit ist die autosomal-dominante polyzystische Nierenerkrankung (ADPKD). Als systemische Erkrankung befällt die ADPKD sehr häufig auch die Leber, weshalb bei Patienten mit ADPKD in etwa 75 % der Fälle auch eine Zystenleber diagnostiziert wird.

## Polyzystische Lebererkrankung
Während der größte Teil der Zystenleber-Erkrankungen ihre Ursache in der genetisch bedingten ADPKD hat, gibt es eine von der ADPKD unabhängige, ebenfalls autosomal-dominante Ursache für eine Zystenleber. In diesem Fall spricht man von einer polyzystischen Lebererkrankung (PCLD). Der genetische Hintergrund für die PCLD sind Mutationen auf Chromosom 19, Genlocus p13.2–p13.1 oder Chromosom 6, Genlocus 21.
Auf Chromosom 19 befindet sich beim Menschen das PRKCSH-Gen, auch G19P1- oder PCLD-Gen genannt. Dieses Gen kodiert das Proteinkinase C Substrat 80K-H.
Das auf Chromosom 6 befindliche SEC63-Gen kodiert für einen Endoplasmatisches-Reticulum-Membrankomplex.
Die PCLD ist eine sehr seltene Erkrankung. Die Inzidenz der PCLD liegt bei weniger als 1:10.000.

## Symptome und Diagnose
Der Raumanspruch der ständig anwachsenden Zysten verursacht je nach Größe der Leber ein Druckgefühl und Schmerzen im Oberbauch. Die Zysten können dabei auf Magen und Darm drücken. Die Betroffenen leiden dann oft an Appetitmangel und Gewichtsverlust. Die Leberfunktion bleibt auch bei einer starken Durchdringung mit Zysten lange Zeit erhalten.
Bei vorhandenen Symptomen erfolgt die Diagnose mittels bildgebender Verfahren, meist mittels Ultraschall oder Computertomographie. Da die Mehrzahl der polyzystischen Lebererkrankungen genetisch bedingt ist, spielt auch eine eingehende Familienanamnese eine wichtige Rolle.

## Therapie
Eine medikamentöse Behandlung einer Zystenleber ist derzeit nicht möglich. Nur ein chirurgischer Eingriff gewährleistet eine Heilung. Dabei stehen zurzeit drei Eingriffsmethoden zur Verfügung, die erst dann angewendet werden, wenn die Leberfunktion durch die Zysten erheblich eingeschränkt ist.

### Offene Zystenentdeckelung
Vor der Entwicklung der Laparoskopie war die 1968 von dem taiwanischen Arzt T. Y. Lin und Kollegen entwickelte offene Zystenentdeckelung (englisch de-roofing), auch offene Fenestrierung genannt, die Methode der Wahl.

### Laparoskopische Zystenentdeckelung
Die laparoskopische Zystenentdeckelung ist mittlerweile beim Menschen das Mittel der Wahl zur Behandlung einer Zystenleber. Der minimalinvasive Eingriff wurde erstmals 1991 durchgeführt. Dabei wird nach der Aspiration (Absaugung) der Zystenflüssigkeit das Dach der Zysten vollständig entfernt und der verbleibende Hohlraum mit dem körpereigenen großen Netz (Omentum majus) ausgefüllt, das dabei an den Zystenrand genäht wird. Dies unterdrückt die Zystenneubildung.

### Lebertransplantation
Die letzte und deutlich aufwändigste Maßnahme zur Therapie einer Zystenleber ist die Lebertransplantation. Sie wird in der Regel erst dann durchgeführt, wenn die Leberfunktion fast vollständig zum Erliegen gekommen ist, was bei einem vollständigen Befall der Leber mit Zysten gegeben ist.

## Historie
Die Zystenleber wurde erstmals 1856 von dem britischen Arzt F. Bristowe als Begleiterscheinung der autosomal-dominanten polyzystischen Nierenerkrankung (ADPKD) beschrieben.

### Dissertationen
- M. Jung: Komplikationen und Langzeitergebnisse in der Leberchirurgie - eine retrospektive Analyse über 10 Jahre Dissertation, Heinrich-Heine-Universität Düsseldorf, 2004.